# روتون (شركة)
روتون (بالإنجليزية: Roton)‏؛ هي شركة تسجيلات رومانية خاصة تأسست في عام 1994. لدى الشركة حوالي 100 موظف، ولديها مكاتب في بوخارست ، و ياش ، و كلوج نابوكا وتيميشوارا. وكان قد وصل معدل أرباح الشركة في عام (2007) إلى حوالي 4 ملايين يورو. في عام 2011، دخلت شركة «روتون» في اتفاقية ترخيص مع شركة وارنر ميوزك غروب تشمل التعاقد مع بعض الفنانين الأكثر شهرة مع حصولها على حقوق تاريخهم الفني، وفي أكتوبر 2015، مددت الشركتان عقد صفقة التوزيع لتشمل أمريكا اللاتينية. من بين أهم الفنانين المتعاقدين مع الشركة، المغنية الرومانية إينا، ألكسندرا ستان وفرقة أكسنت.